# World of Discoveries

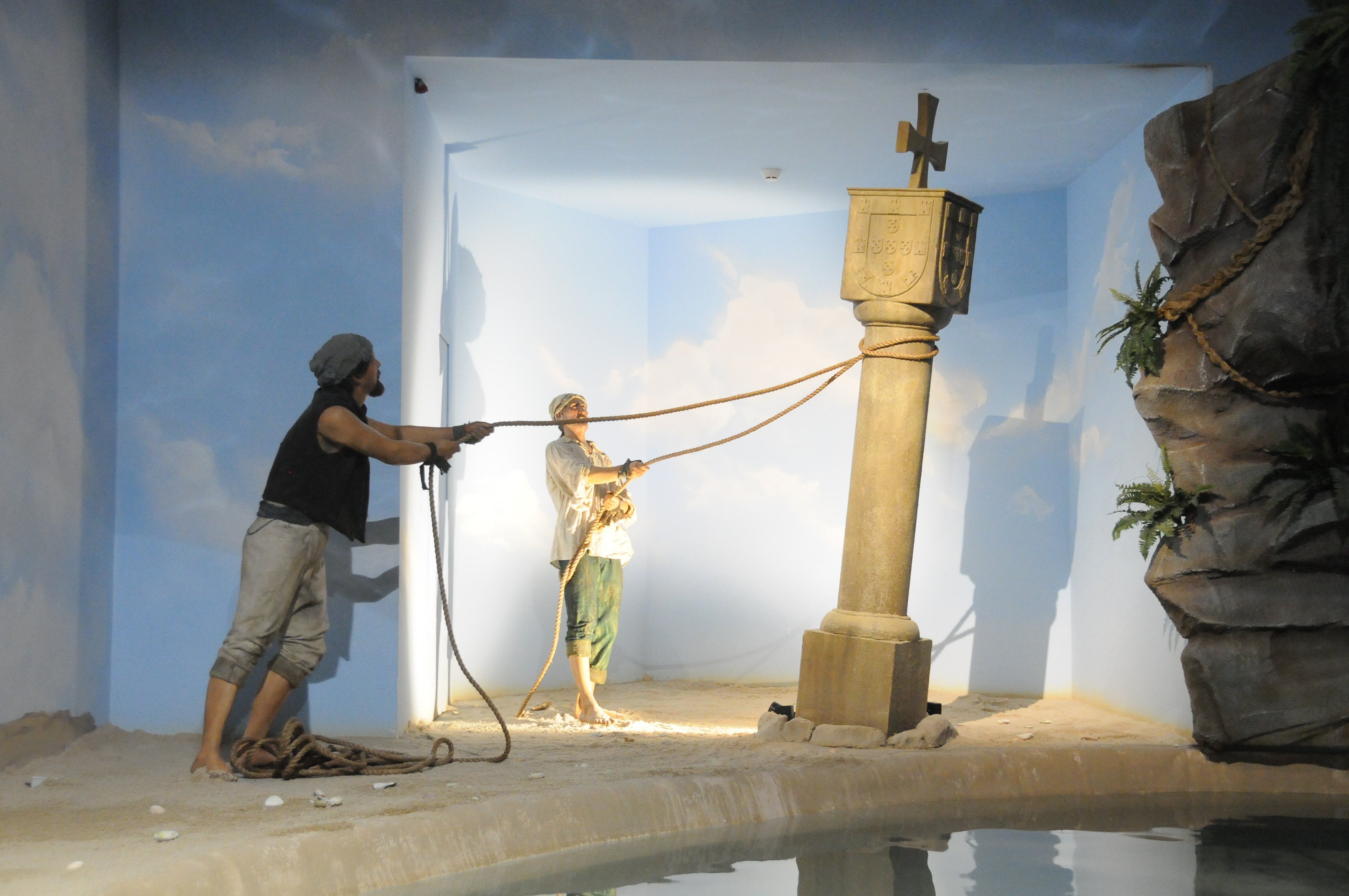
World of Discoveries

O World of Discoveries - Interactive Digital Exhibition é um espaço dedicado aos Descobrimentos portugueses localizado no interior dos antigos armazéns da Real Companhia Velha, em Miragaia, no centro histórico do Porto.
Abriu ao público em 25 de abril de 2014, oferecendo uma viagem histórica pela Epopeia dos Descobrimentos Portugueses, retratados a partir de cenários construídos à escala real. Representa um investimento de 8 milhões de euros da empresa Douro Azul.
Com 5.000 metros quadrados, o World of Discoveries tem salas temáticas com a evolução das embarcações, instrumentos de navegação, cartografia, globos 4D e LCD touchscreen sobre navegadores, vida a bordo e um estaleiro naval.
O espaço tem uma zona navegável com réplicas de pequenos barcos onde estão recriados os caminhos marítimos desbravados pelos portugueses, com passagens pela China, Japão, Indonésia, Índia, Norte de África e Brasil.